# Tegostoma erubescens
Tegostoma erubescens là một loài bướm đêm trong họ Crambidae.